# Gadi Kinda
Gadi Kinda (in ebraico גדי קינדה‎?; Addis Abeba, 23 marzo 1994 – Haifa, 20 maggio 2025) è stato un calciatore etiope naturalizzato israeliano, di ruolo centrocampista.

## Biografia
È morto all'età di 31 anni il 20 maggio 2025, dopo una breve malattia.

## Caratteristiche tecniche
Trequartista mancino, poteva essere schierato come esterno, sia a destra che a sinistra e anche essere arretrato come centrale di centrocampo con mansioni perlopiù da regista. Dotato di una tecnica sopraffina, riusciva sempre a servire i compagni con assist molto precisi senza disdegnare della conclusione in porta, in particolare da fuori area ma se la cavava discretamente anche nel gioco aereo grazie a una buona fisicità

## Carriera

### Club
Dal 2011 al 2018 giocò con la maglia dell'Ashdod. In seguito passò al Beitar Gerusalemme.
Il 23 gennaio 2020 passò in prestito allo Sporting K.C. per la durata di un anno. Il 9 dicembre 2020 venne riscattato dal club statunitense.
Nel 2024 viene acquistato dal Maccabi Haifa, militandoci fino alla prematura scomparsa. La sua ultima gara è stata del 29 marzo 2025.

### Nazionale
Il 5 giugno 2021 esordì con la nazionale maggiore israeliana andando a segno nell'amichevole vinta 1-3 contro il Montenegro.

## Statistiche

### Cronologia presenze e reti in nazionale
| Cronologia completa delle presenze e delle reti in nazionale ― Israele | Cronologia completa delle presenze e delle reti in nazionale ― Israele | Cronologia completa delle presenze e delle reti in nazionale ― Israele | Cronologia completa delle presenze e delle reti in nazionale ― Israele | Cronologia completa delle presenze e delle reti in nazionale ― Israele | Cronologia completa delle presenze e delle reti in nazionale ― Israele | Cronologia completa delle presenze e delle reti in nazionale ― Israele | Cronologia completa delle presenze e delle reti in nazionale ― Israele |
| Data                                                                   | Città                                                                  | In casa                                                                | Risultato                                                              | Ospiti                                                                 | Competizione                                                           | Reti                                                                   | Note                                                                   |
| ---------------------------------------------------------------------- | ---------------------------------------------------------------------- | ---------------------------------------------------------------------- | ---------------------------------------------------------------------- | ---------------------------------------------------------------------- | ---------------------------------------------------------------------- | ---------------------------------------------------------------------- | ---------------------------------------------------------------------- |
| 5-6-2021                                                               | Podgorica                                                              | Montenegro                                                             | 1 – 3                                                                  | Israele                                                                | Amichevole                                                             | 1                                                                      | 73’                                                                    |
| 9-6-2021                                                               | Lisbona                                                                | Portogallo                                                             | 4 – 0                                                                  | Israele                                                                | Amichevole                                                             | -                                                                      | 61’                                                                    |
| 7-9-2021                                                               | Copenaghen                                                             | Danimarca                                                              | 5 – 0                                                                  | Israele                                                                | Qual. Mondiali 2022                                                    | -                                                                      | 80’                                                                    |
| 9-10-2021                                                              | Glasgow                                                                | Scozia                                                                 | 3 – 2                                                                  | Israele                                                                | Qual. Mondiali 2022                                                    | -                                                                      | 74’                                                                    |
| 12-10-2021                                                             | Be'er Sheva                                                            | Israele                                                                | 2 – 1                                                                  | Moldavia                                                               | Qual. Mondiali 2022                                                    | -                                                                      | 64’                                                                    |
| 12-11-2023                                                             | Pristina                                                               | Kosovo                                                                 | 1 – 0                                                                  | Israele                                                                | Qual. Euro 2024                                                        | -                                                                      | 46’                                                                    |
| 21-11-2023                                                             | Andorra la Vella                                                       | Andorra                                                                | 0 – 2                                                                  | Israele                                                                | Qual. Euro 2024                                                        | 1                                                                      | 88’ 89’                                                                |
| 21-3-2024                                                              | Budapest                                                               | Israele                                                                | 1 – 4                                                                  | Islanda                                                                | Qual. Euro 2024                                                        | -                                                                      | 62’                                                                    |
| 8-6-2024                                                               | Debrecen                                                               | Ungheria                                                               | 3 – 0                                                                  | Israele                                                                | Amichevole                                                             | -                                                                      | 46’                                                                    |
| 11-6-2024                                                              | Budapest                                                               | Bielorussia                                                            | 0 – 4                                                                  | Israele                                                                | Amichevole                                                             | -                                                                      | 65’                                                                    |
| Totale                                                                 |                                                                        | Presenze                                                               | 10                                                                     |                                                                        | Reti                                                                   | 2                                                                      |                                                                        |

## Palmarès

### Club
- Liga Leumit: 1

Ashdod: 2015-2016